# El Capricho (metrostation)
El Capricho is een metrostation in het stadsdeel Barajas van de Spaanse hoofdstad Madrid. Het station werd geopend op 24 november 2006 en wordt bediend door lijn 5 van de metro van Madrid.